# Лордове на Адмиралтейството
 Вижте също: Лорд-адмирал.
Лордове на Адмиралтейството, лордове-комисари на Адмиралтейството на английски: Lords Commissioners of the Admiralty; на английски: Commissioners for Exercising the Office of Lord High Admiral of the United Kingdom) са членовете на Комитета на Британското Адмиралтейство – висш орган на управление на военноморските сили на Великобритания след 1714 г. Преди това командването се възлагало на лорд-адмирала и флотските адмирали.
Комитетът на Адмиралтейството се състои от морски лордове (т.е. действащи адмирали; на английски: Naval Lords или на английски: Sea Lords) и граждански лордове (т.е. политици; на английски: Civil Lords). Наричани са също Председателят на комитета се нарича първи лорд на Адмиралтейството (на английски: First Lord of the Admiralty) или първи лорд-комисар на Адмиралтейството (на английски: First Lord Commissioner of the Admiralty), той е член на правителството. След 1806 г. това винаги е гражданско лице, а начело на флота е професионален военен, наречен първи морски лорд. Останалите членове на Комитета имат специфични длъжности.
През 1941 г. например структурата на Комитета на Адмиралтейството е следната:
- първи морски лорд (началник на Военноморския щаб)
- заместник-началник на Военноморския щаб (разузнаване, оперативна работа, навигационна служба)
- втори морски лорд (началник на кадровата служба на флота)
- трети морски лорд (контролира флота)
- заместник на контрольора (изследвания, научно-технически разработки, строителство и ремонт)
- контрольор на строителството и ремонта на търговски кораби
- четвърти морски лорд (началник на службата за снабдяване)
- пети морски лорд (началник на въздушните сили на флота)
- граждански лорд (оглавява комунално-стопанската служба)
- парламентарни секретари (договори и покупки)
- постоянни секретари (всички отдели на Секретариата, военен архив)

|  | Тази страница частично или изцяло представлява превод на страницата „Лорды – члены Комитета Адмиралтейства“ в Уикипедия на руски. Оригиналният текст, както и този превод, са защитени от Лиценза „Криейтив Комънс – Признание – Споделяне на споделеното“, а за съдържание, създадено преди юни 2009 година – от Лиценза за свободна документация на ГНУ. Прегледайте историята на редакциите на оригиналната страница, както и на преводната страница, за да видите списъка на съавторите. ВАЖНО: Този шаблон се отнася единствено до авторските права върху съдържанието на статията. Добавянето му не отменя изискването да се посочват конкретни източници на твърденията, които да бъдат благонадеждни. |